# ياسمين بيرك
ياسمين بيرك (بالإنجليزية: Jasmine Burke)‏ هي ممثلة أمريكية، ولدت في 13 أغسطس 1983 في أتلانتا في الولايات المتحدة.

## أعمال

### أفلام
- جولة مع شرطي[5][6]

## وصلات خارجية
- ياسمين بيرك على موقع IMDb (الإنجليزية)
- ياسمين بيرك على موقع قاعدة بيانات الفيلم (الإنجليزية)